# دانشگاه مدایل

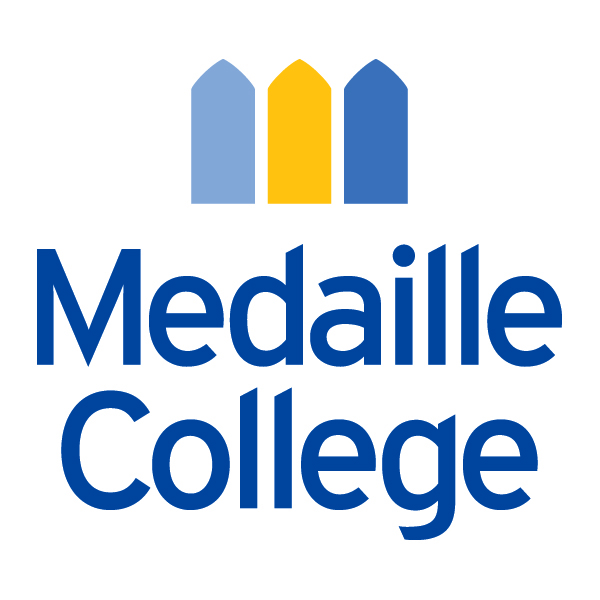
لوگو دانشگاه مدایل

دانشگاه مدایل یک دانشگاه خصوصی در بوفالو، نیویورک است. خواهران سنت جوزف در سال ۱۹۳۷ مدایل را تأسیس کردند. مدایل تقریباً به ۱۶۰۰ دانش آموز از غرب نیویورک و جنوب انتاریو خدمت می‌کند.
مدایل یکی از اعضای منشور کنفرانس دانشگاهی کوه آلگنی، به عنوان یک مدرسه اتحادیه ملی ورزش دانشگاهی است.